# Repubblica di Siena riparata in Montalcino

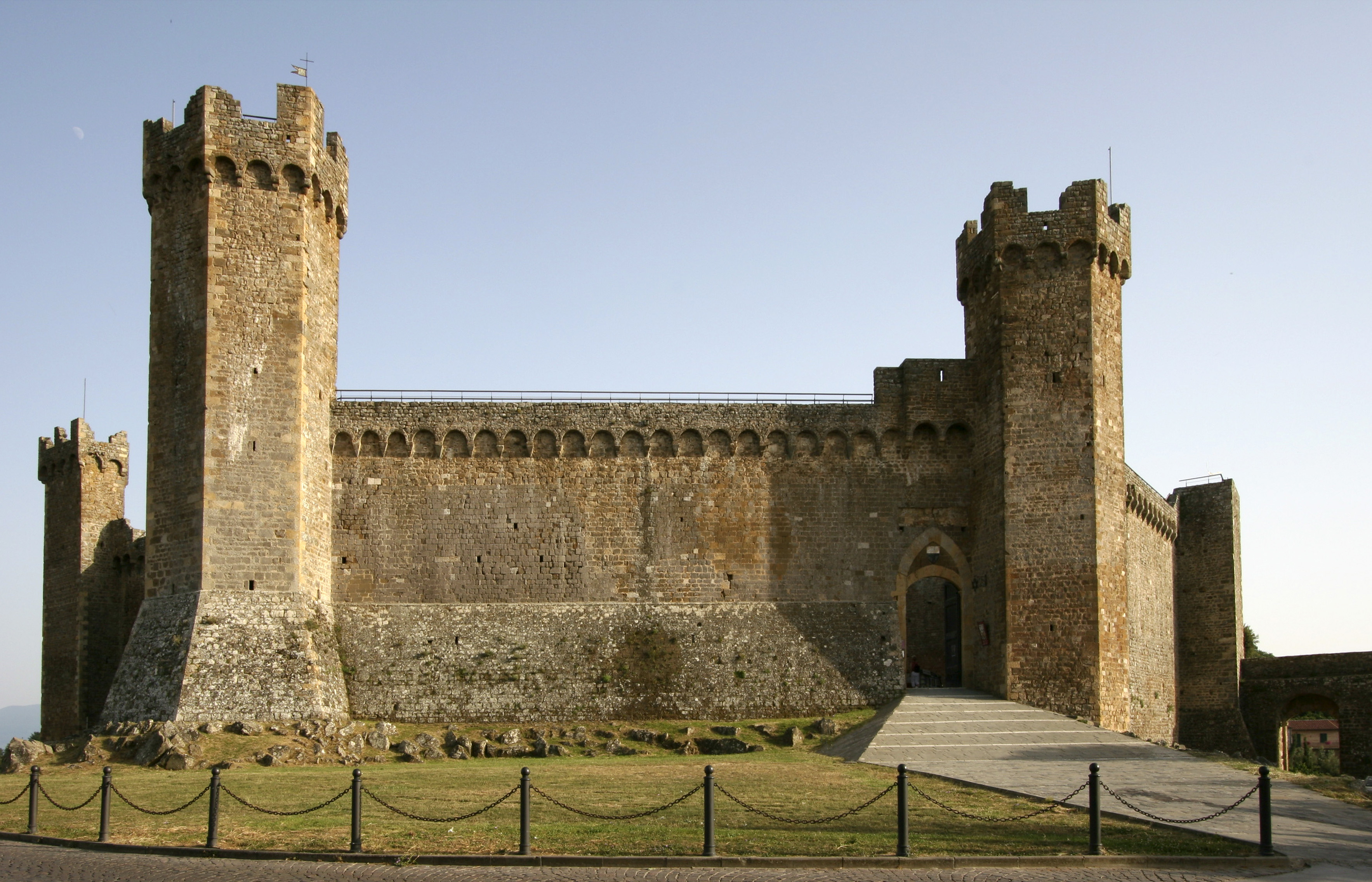
La fortezza di Montalcino

La Repubblica di Siena riparata in Montalcino fu l'ultimo tentativo di resistenza della Repubblica di Siena dopo la sconfitta subita dal proprio esercito, alleato con i francesi, nella battaglia di Scannagallo del 2 agosto 1554. Circa seicento famiglie di componenti di due delle quattro fazioni senesi, i Grandi, la nobiltà, e il Popolo,  dopo aver resistito alle sofferenze del lungo assedio da parte dell'esercito ispano-mediceo comandato dal capitano Gian Giacomo Medici, marchese di Marignano, abbandonarono Siena per raggiungere la fortezza di Montalcino, con il proposito di mantenere in vita la Repubblica.

## L'esercito franco-senese dopo la rotta di Scannagallo

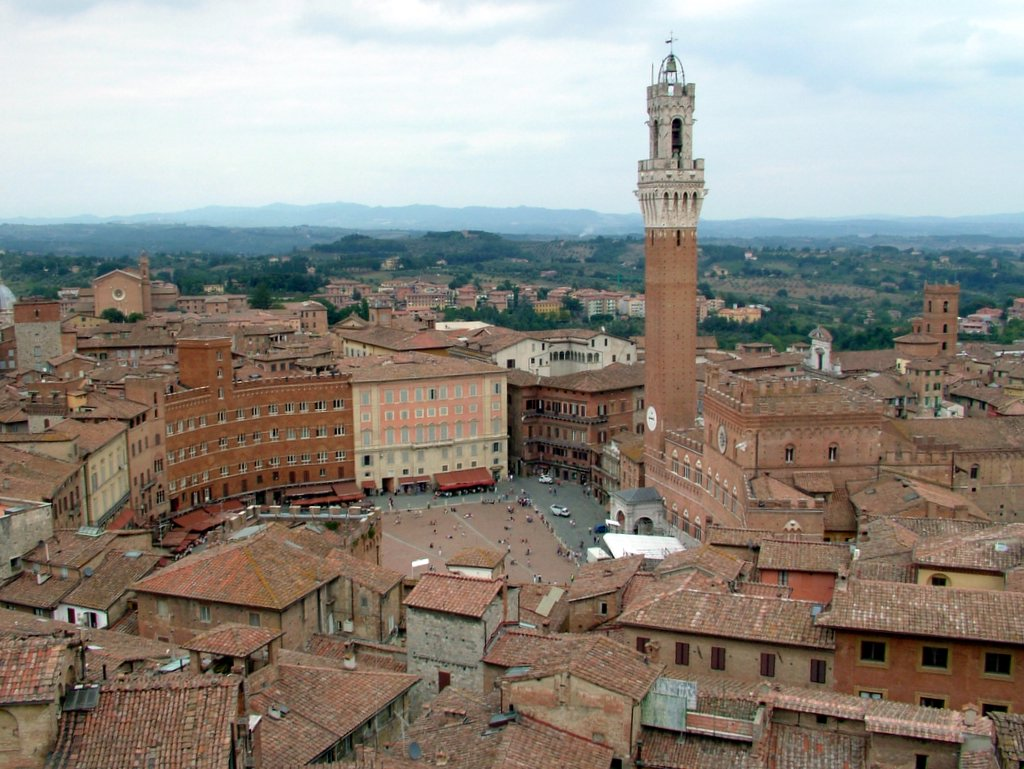
Centro storico di Siena

Nella battaglia di Scannagallo il comandante dell'esercito franco-senese, Piero Strozzi, rimase ferito da un proiettile di archibugio. Lo Strozzi riuscì a raggiungere Lucignano; dopo aver ricevuto le prime cure, non essendo in grado di cavalcare, si fece portare in lettiga alla fortezza di Montalcino dove, ancora convalescente, fu raggiunto da un dispaccio del re di Francia Enrico II: il messaggio, inviato prima della rotta di Scannagallo, lo promuoveva maresciallo di Francia.
L'esercito dello Strozzi si trovava in condizioni precarie: oltre le gravi perdite subite nel conflitto, aveva dovuto fare i conti con le diserzioni verificatesi dopo l'ultima sconfitta. Con le modeste milizie rimaste fedeli il maresciallo, non essendo più in grado di confrontarsi con il nemico, si limitò a qualche scorreria nel territorio limitrofo. La difesa di Montepulciano, importante presidio fiorentino, era stata affidata al condottiero Leonida Malatesta; questi dovette privarsi di artiglierie e soldati cedendoli al conte Sforza di Santa Fiora, che prelevò nove compagnie di cavalleria e tredici cannoni per concorrere con questi rinforzi alla fase finale dell'assedio di Siena. Dal presidio senese di Montalcino lo Strozzi cercò di approfittare dell'alleggerimento delle milizie prelevate dal conte per intraprendere qualche saccheggio nel territorio della Val di Chiana, necessari per il sostentamento dell'esercito e per le necessità alimentari del presidio. Dopo aver ripreso Pienza le milizie francesi iniziarono una serie di scorrerie nel contado montepulcianese. In queste operazioni predatorie, lo Strozzi trovò l'opposizione del Malatesta, che corse subito ai ripari e, dopo aver sconfitto in Chiusi il presidio senese di Adriano Baglioni, si spinse fino a Radicofani, sconfisse i nemici, riuscì ad impadronirsi delle loro prede ed incendiò le barche ormeggiate dai francesi nel porto della Chiana.

## La resa di Siena

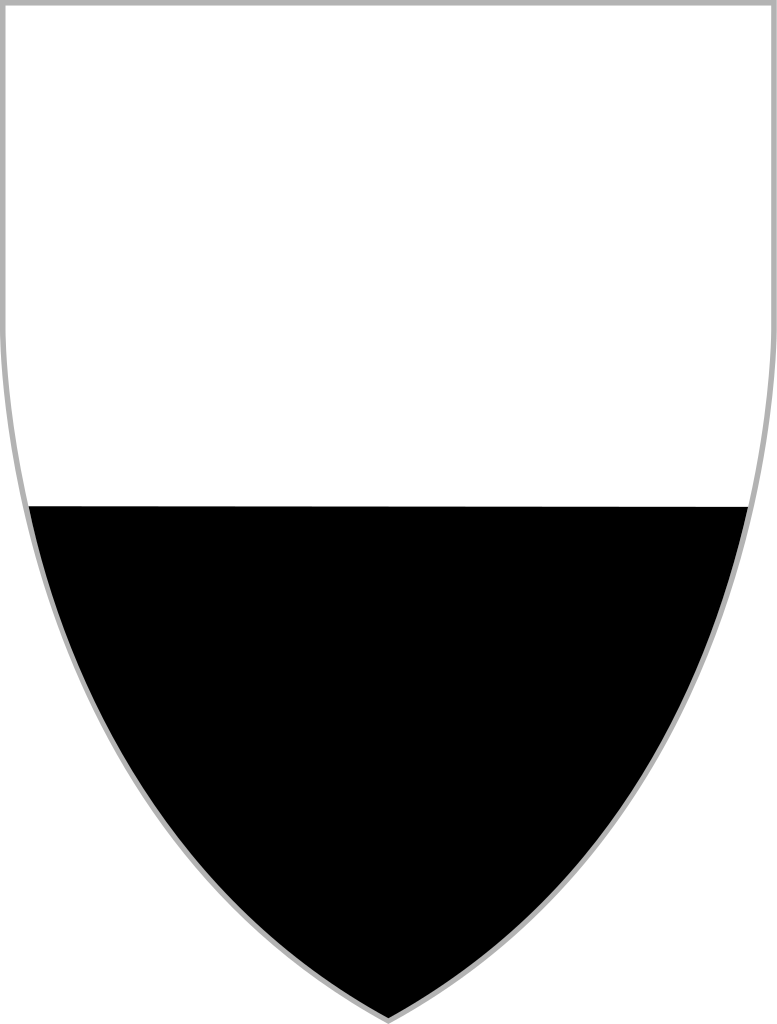
La balzana senese

Lo stendardo mediceo

La capitolazione della città di Siena fu pattuita a Firenze il 15 aprile 1555, come previsto nel capitolato di resa. Siena si arrendeva all'esercito assediante di Gian Giacomo Medici, marchese di Marignano. 
Il 21 aprile il condottiero francese Biagio di Monluc ed i suoi soldati uscirono da Siena con l'onore delle armi e nello stesso giorno, per mantenere l'ordine pubblico, vi entrarono le milizie del conte di Santa Fiora. Cominciarono anche ad arrivare viveri. La resistenza dei senesi era stata ammirevole e solo la fame e gli stenti erano riusciti ad aver ragione dell'indomabile spirito dei difensori. La vecchia e gloriosa Balzana, lo scudo bianco e nero della Repubblica, discese al rango di gonfalone comunale, per cedere il posto allo stendardo con le palle dei Medici. Un quadro storico di Pietro Aldi (1882) e la descrizione fatta da Alessandro Sozzini rendono con efficacia il dramma e le sofferenze patite dalla popolazione senese:
(Alessandro Sozzini, Diario delle cose avvenute in Siena dal 20 luglio 1550 al 28 giugno 1555)

## L'esodo dei gentiluomini

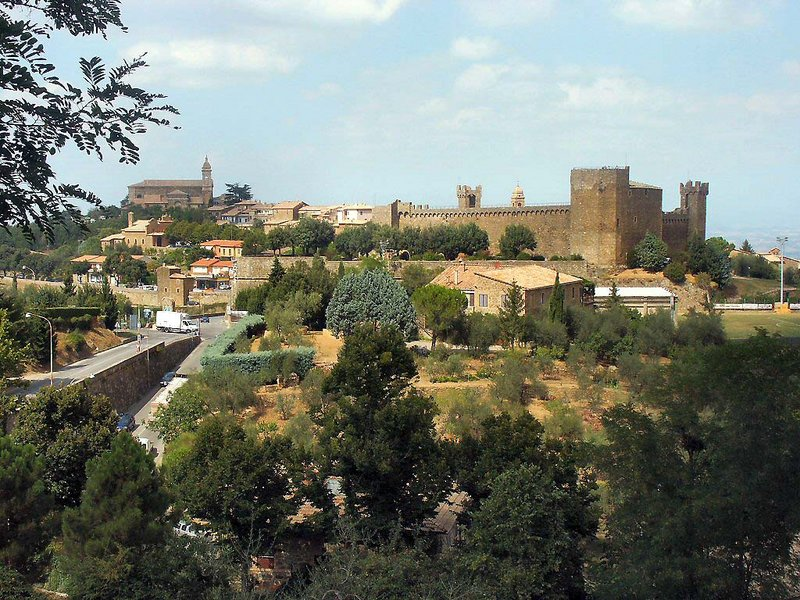
Fortezza di Montalcino

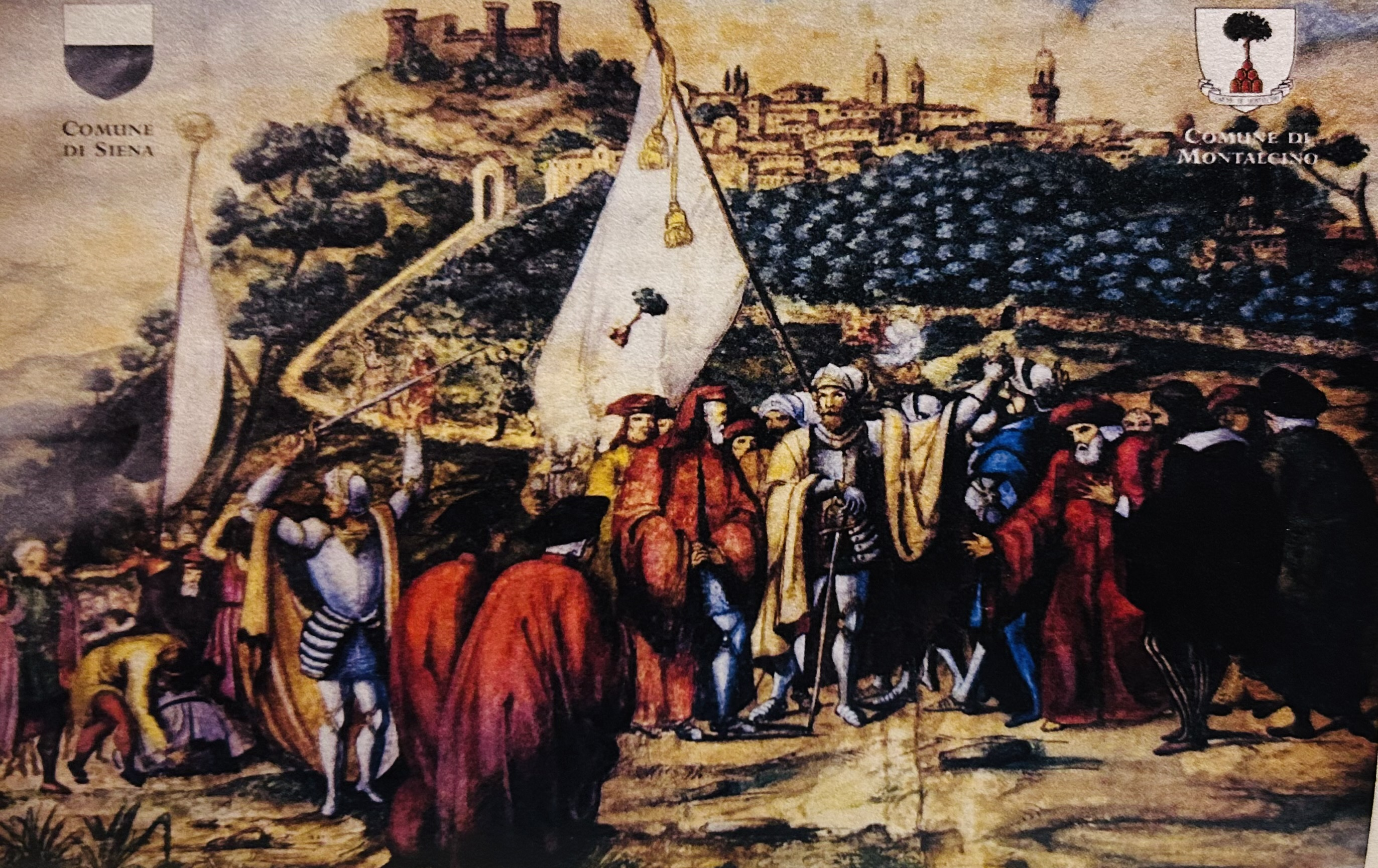
Sipario del Teatro degli Astrusi di Montalcino: Gli esuli senesi

Il Monluc, assieme al Capitano del Popolo Mario Bandini, che con i resti del suo esercito conduceva gli esuli senesi verso Montalcino per ricongiungersi con le milizie del maresciallo Strozzi, scrisse nei suoi Commentari:
Dopo la resa di Siena, il duca di Firenze Cosimo cominciò a far cadere le roccheforti senesi in Val di Chiana: mentre il suo esercito riusciva a conquistare Chianciano e Sarteano, inviò quale commissario nella base di Montepulciano Pandolfo della Stufa con molti soldati, per rafforzare il presidio; nel territorio senese inviò tremila fanti, alcuni reparti di cavalleria, artiglierie e munizioni, sia per impedire i saccheggi di frumento perpetrati dalle milizie di Piero Strozzi, sia per stringere nella morsa dell'assedio il presidio nemico di Montalcino. In quella fase del conflitto, così compromessa, soltanto l'aiuto esterno del re di Francia, atteso per lungo tempo e mai pervenuto, avrebbe potuto cambiare la sorte dell'esercito francese, ormai circondato in territorio toscano.
L'atteso evento favorevole allo Strozzi sembrò giungere il 23 maggio 1555, quando fu eletto papa Paolo IV: uno dei nemici più accaniti della Spagna, appartenente alla famiglia napoletana dei Carafa. Il nuovo pontefice, entrato in contrasto con l'imperatore spagnolo, rivolse il suo sostegno in favore di Enrico II di Francia. Questi inviò il duca di Guisa, posto a capo di una spedizione in Italia per conquistare il Regno di Napoli, governato dal duca d'Alba. Al comando di un poderoso esercito il duca di Guisa giunse in soccorso dello Stato della Chiesa invaso dai fautori di Marcantonio Colonna, che contrastavano Giovanni Carafa, il congiunto del pontefice che esercitava la sua signoria su Paliano.
Nel 1557 in seguito alla battaglia di San Quintino, dove l'esercito francese era stato gravemente sconfitto da quello di Filippo II di Spagna, il duca di Guisa fu richiamato in Francia. Lasciando l'Italia il Guisa ritirò anche i valorosi condottieri impegnati nel conflitto senese: Blaise de Montluc e il maresciallo Piero Strozzi, che sarebbe morto in battaglia durante l'assedio di Thionville, il 21 giugno 1558. Con la partenza dello Strozzi, il comando della Repubblica senese nel presidio di Montalcino venne affidato al vicecomandante Cornelio Bentivoglio. Nel 1557 la Repubblica perse Sinalunga, Castel del Piano e 

## Lo smembramento della Repubblica di Siena

### La costituzione del Granducato di Toscana
Per combattere la Repubblica di Siena, Cosimo aveva profuso molte risorse per mantenere efficiente l'esercito spagnolo e già reclamato più volte il dominio su quel territorio. Finalmente con atto del 3 luglio 1557 il duca fiorentino ottenne da Filippo II il feudo nobile della città di Siena. Il possedimento ottenuto venne affidato da Cosimo ad Angelo Nicolini in qualità di governatore. Successivamente, in data 2-3 aprile 1559, dopo la morte di Carlo V (1558), con il trattato di pace di Cateau-Cambrésis si concluse tra le due potenze egemoni il lungo conflitto franco-spagnolo. In esecuzione di quel trattato, anche l'ultimo baluardo senese costituito dal presidio di Montalcino venne rilasciato dal comandante Cesare Bentivoglio per l'annessione al ducato fiorentino. Per la tutela del possedimento di Montalcino, Cosimo inviò compagnie composite di soldati comandati da Francesco da Montauto. Così Cosimo riuscì ad ottenere il dominio su quasi l'intera Toscana ad eccezione della Repubblica di Lucca, della Contea di Santa Fiora e del neocostituito Stato dei Presìdi, che restò a Filippo II. Infine, in data 27 agosto 1569, con bolla rilasciata da papa Pio V, il duca Cosimo I riuscì ad ottenere il titolo di "granduca di Toscana".

### Lo Stato dei Presidi

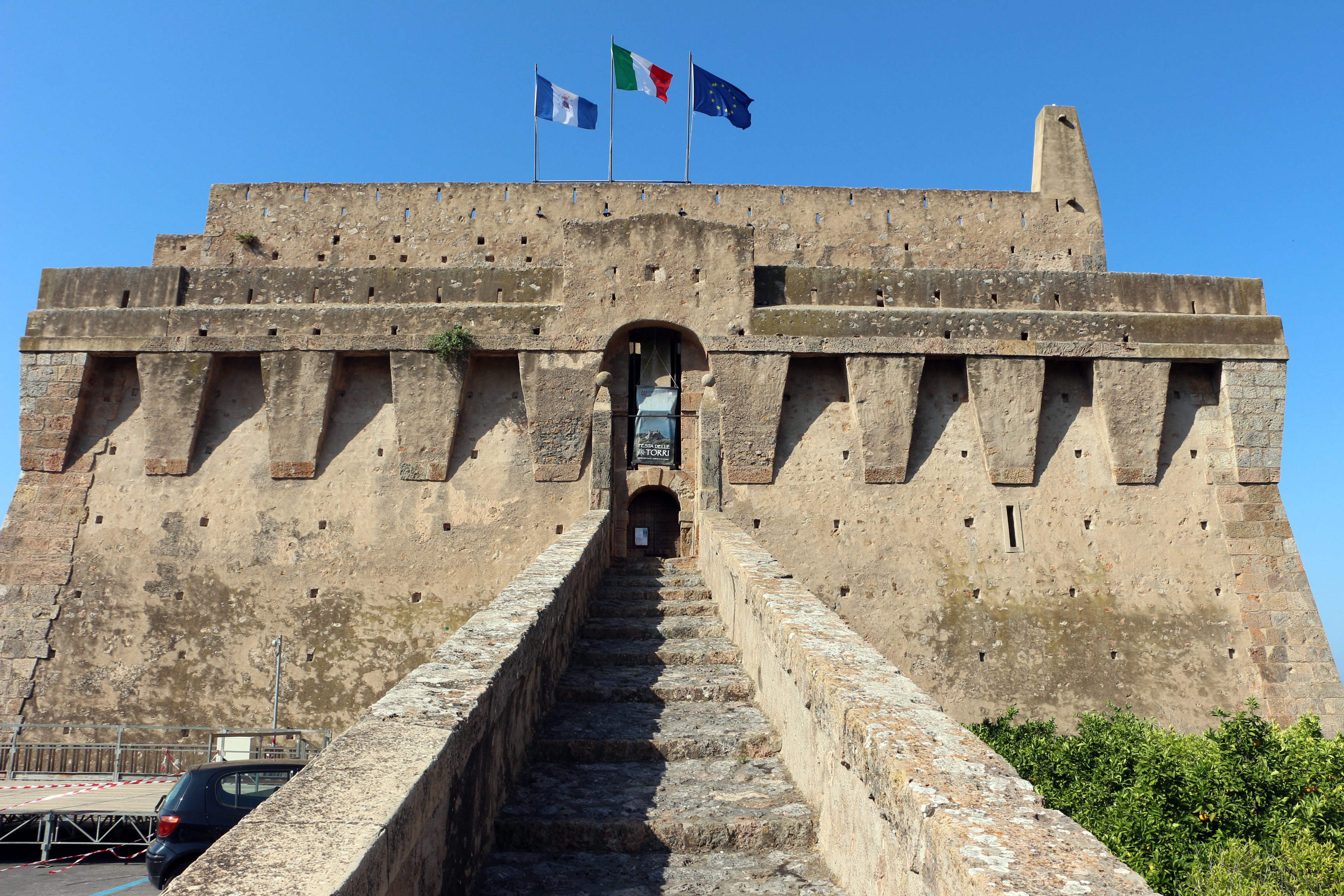
Fortezza Spagnola, Porto Santo Stefano

Con il nuovo assetto territoriale stabilito nel trattato di Cateau-Cambrésis nel territorio periferico della Maremma toscana già appartenuto alla Repubblica di Siena, Filippo II diede inizio alla costituzione del cosiddetto Stato dei Presidi, piccola entità territoriale nel promontorio dell'Argentario, di grande rilevanza strategica alle dipendenze della corona di Spagna (delegate al viceré spagnolo di Napoli). Nel promontorio dell'Argentario vennero costruite poderose fortezze e numerose torri di avvistamento costiero. L'obiettivo del sovrano spagnolo era quello di esercitare il dominio marittimo sulla costa tirrenica e mantenere sotto controllo il ducato mediceo, la cui intraprendenza cominciava a destare qualche preoccupazione nella corte spagnola.

#### Elenco dei presidi (1557-1801)
- Orbetello
- Porto Ercole
- Porto Santo Stefano
- Ansedonia
- Talamone
- Porto Longone nell'Isola d'Elba (dal 1603)

### Fonti primarie
- Alessandro Sozzini, Diario delle cose avvenute in Siena dal 20 luglio 1550 al 28 giugno 1555, Firenze, 1842.

### Letteratura storiografica
- Spinello Benci, Storia di Montepulciano, Montepulciano, Lessi, 1882.
- Giorgio Spini, Disegno storico della civiltà italiana, Roma, 1958.
- Francesco Palmerini, Un paese toscano: Foiano della Chiana, Pisa, 1964.
- Federico Valacchi, Siena, Milano, 1994, ISBN 88-8017-008-2.